# Bányaváros

Rozsnyó címere

A bányavárosok Magyarországon a középkorban a szabad királyi városok és mezővárosok mellett a városok harmadik csoportját alkották.
A bányavárosokat mentesítették a vám, a tized, a harmincad alól, papjaikat, bíráikat és szenátoraikat maguk választották, a királynak közvetlenül adóztak és az uralkodó zászlaja alatt teljesítettek katonai szolgálatot. Mivel lakosságuk jelentős részben német eredetű volt, a reformáció legkorábban e városokban terjedt el.
A települések lakói szigorú rendelkezésekkel maguk szabályozták életüket. Például a káromkodást megégetéssel, a lopást és rablást akasztással, a gyilkosságot kerékbetöréssel, a részegséget és vasárnapi verekedést kézlevágással büntették.

## A bányavárosok története
A tatárdúlást (1242) követően erősödtek meg a bányák művelésére kialakított kiváltságos települések. A középkori Magyarország gazdaságában kitüntetett helyet foglalt el a nemesércbányászat. Európa aranyigényének körülbelül 2/3-át, ezüstszükségletének 1/4-ét a magyar bányák elégítették ki.

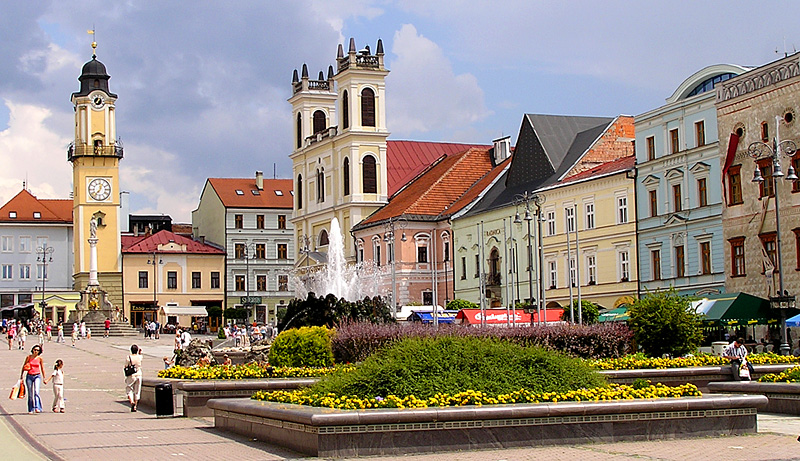
Besztercebánya főtere

A kincstár bevételei szempontjából különös jelentősége volt a bányászat támogatásának, így már az Árpádok korában jelentős kitermelés indult meg. A hospesek által benépesített bányatelepeket korán szabad királyi városi rangra emelték az uralkodók. IV. Béla városfejlesztő törekvései eredményeként alakult ki az első bányavárosok (Besztercebánya, Selmecbánya).
A bányavárossá válás alapvető föltétele elsősorban a bányászat és a nagy hozam volt, így történhetett, hogy bányáik kimerülése után egyes városok elveszítették rangjukat.
Bányavárosok lehettek:

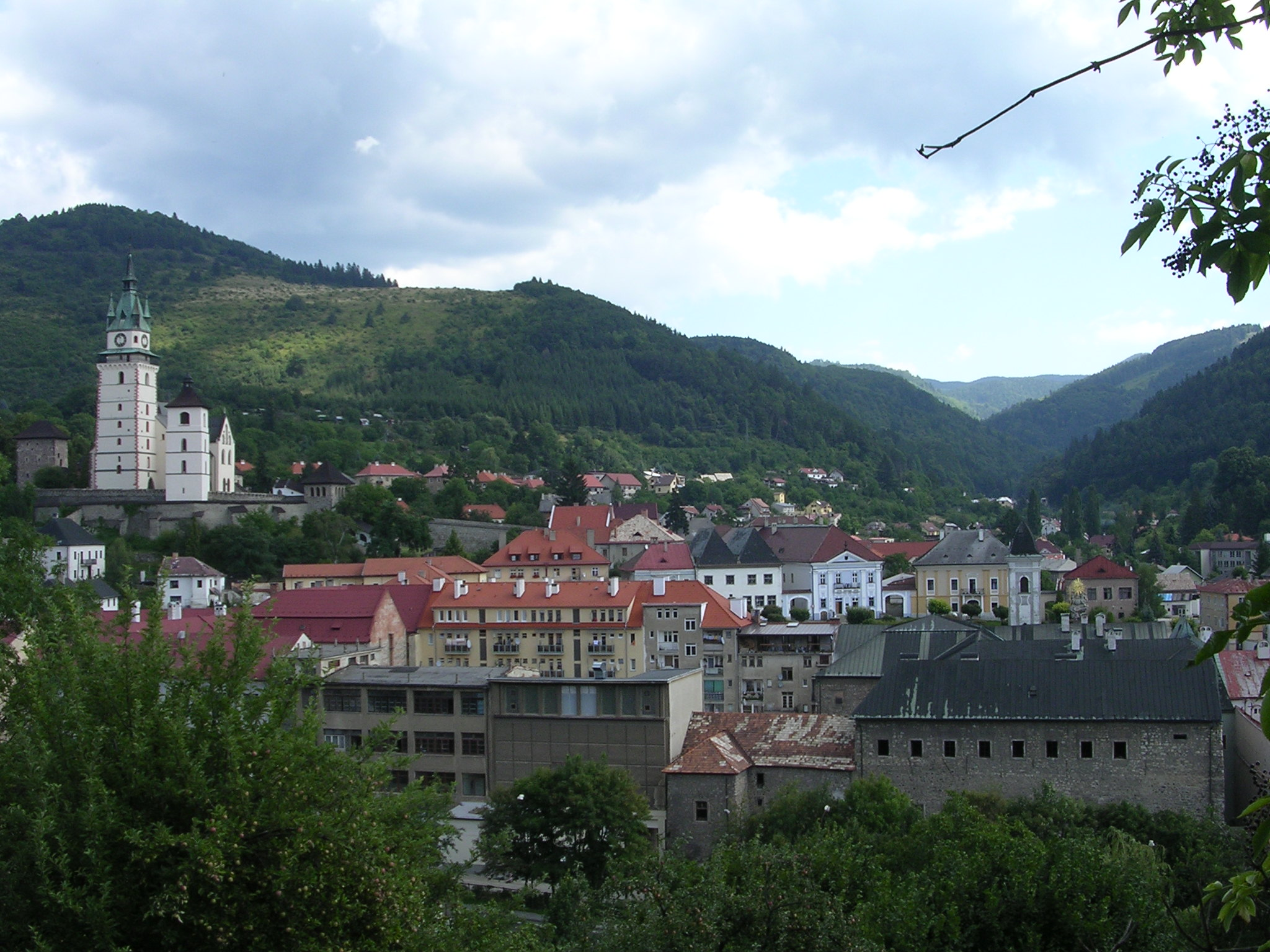
Körmöcbánya - városkép

- Szabad királyi városok: Bakabánya, Besztercebánya, Bélabánya, Körmöcbánya, Libetbánya, Selmecbánya, Újbánya (az alsó-magyarországi bányavidéken), Nagybánya (Szatmár vármegye).
- Szabadalmazott bányatelepülések: Gölnicbánya, Szomolnok, Igló (Szepes vármegye), Felsőbánya (Szatmár vármegye).
- Földesúri bányavárosok (melyek teljesen a világi vagy egyházi földesúri joghatóság alatt álltak): Körösbánya, Jászó, Rézbánya, Rozsnyó, Rudabánya, Telkibánya.

Alsó-magyarországi bányavárosok : Körmöcbánya, Selmecbánya, Besztercebánya, Újbánya, Bakabánya, Libetbánya, Bélabánya, Breznóbánya.
Felső-magyarországi bányavárosok : Szomolnok, Merény, Szepesremete, Gölnicbánya.
A 7 alsó-magyarországi bányaváros sokáig közösségi viszonyban állott egymással, mely csak 1863-ban szűnt meg.
Károly Róbert művelési monopóliumot adott a bányavárosok polgárainak. Bárkinek birtokán szabadon kereshettek csupán a királynak fizettek bányaadót (urburát). Később - cseh mintára - visszaállították a bányaművelési szabadságot és a jövedelem egy része azé lett, akinek a birtokán a bánya feküdt.
A Habsburg uralkodók olyan rendtartást léptettek életbe, mely sok tekintetben korlátozta az egyéni vállalkozást. Az országgyűlések magyar bányatörvény megalkotását sürgették, de eredménytelenül.
A központi hatalom törekvéseivel szemben a felső-magyarországi bányavárosok az ércbeváltás és értékesítés biztosítására megalapították a Felsőmagyarországi Bányapolgárságot, ez 1895-ben oszlott fel.
Az 1854-ben hozott általános bányatörvény a bányavárosok kiváltságait lényegesen csökkentette, majd több rendelet teljesen megszüntette.

## Kapcsolódó szócikk
- Bányavárosok (heraldika)

## Képgaléria

A bányavárosok mai címerei
Besztercebánya
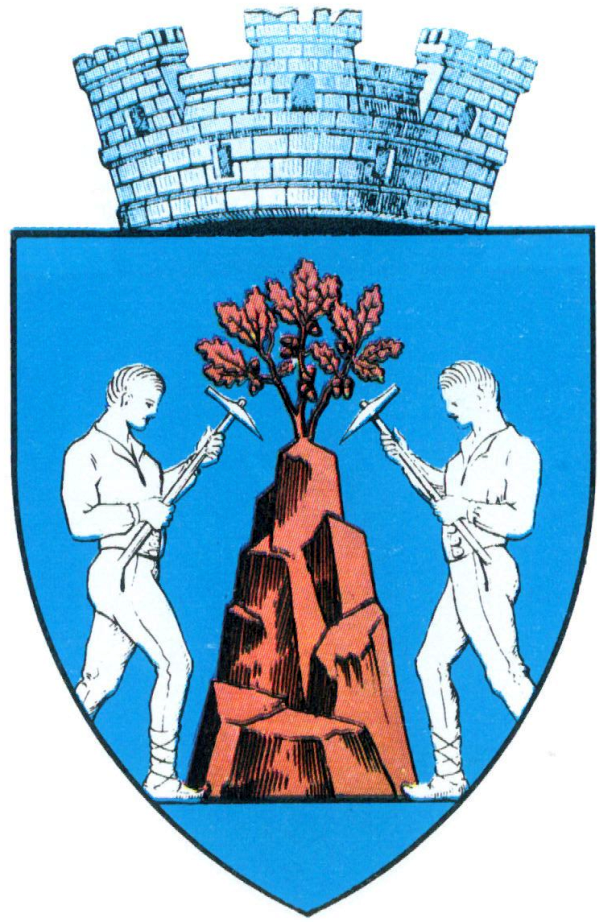
Felsőbánya
Gölnicbánya
Igló
Komló
Körmöcbánya
Merény
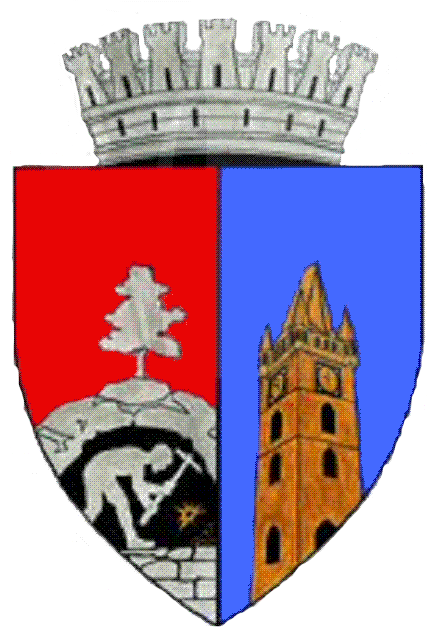
Nagybánya
Ormosbánya
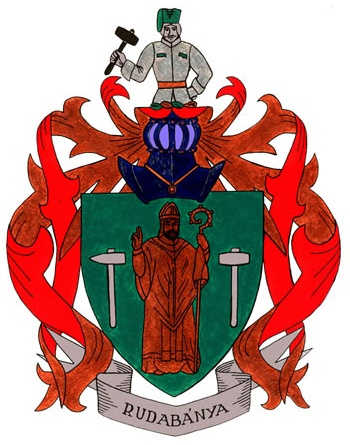
Rudabánya
Selmecbánya
Tatabánya
Telkibánya
Újbánya